# Воинов, Константин Наумович
Константи́н Нау́мович Во́инов (настоящая фамилия — Кац; 12 апреля 1918, Муром, РСФСР — 30 октября 1995, Москва, Россия) советский и российский актёр театра и кино, кинорежиссёр и сценарист. Народный артист РСФСР (1989).

## Биография
Родился 12 апреля 1918 года в Муроме, родители — Наум Яковлевич и Мария Кузьминична.
В 1938 году окончил театральную студию Н. П. Хмелёва, влившуюся затем в театр имени Ермоловой, где Воинов работал актёром и режиссёром с 1938 по 1945 годы. В 1946—1947 годах был режиссёром Московского театра имени Моссовета, с 1951 по 1954 годы — главным режиссёром Московского областного театра. Ставил спектакли в Театре-студии киноактёра.
С 1957 года — режиссёр киностудии «Мосфильм».
Снял фильмы: «Сёстры» (1956, снят по рассказу П. Нилина, киновариант под названием «Две жизни»), а также «Трое вышли из леса» (1958), «Солнце светит всем» (1959), «Молодо-зелено» (1962), «Женитьба Бальзаминова» (1964), «Дядюшкин сон» (1966), «Чудный характер» (1970), «Дача» (1973), «Рудин» (1976), «Ссуда на брак» (1987), «Шапка» (1990) и другие.
Написал сценарии к фильмам: «Женитьба Бальзаминова» (1964), «Дядюшкин сон» (1966) (сценарий совместно с Л. Вильвовской), «Дача» (1973), «Рудин» (1976) (сценарий совместно с Николаем Фигуровским), «Ссуда на брак» (1987), «Шапка» (1990).
В качестве актёра снимался в фильмах: «Золотой телёнок» (1968), «Гори, гори, моя звезда» (1969), «Утоли мои печали» (1989), «Номер «люкс» для генерала с девочкой» (1991), «Падение» (1993), «Приют комедиантов» (1995).
Лучшие фильмы Воинова относятся к жанру социальной комедии, для них характерны отличный сценарный материал, гротесковые, но узнаваемые персонажи, превосходный актёрский ансамбль.
Скончался 30 октября 1995 года на 78-м году жизни в Москве. Похоронен в Москве на Кунцевском кладбище (10 участок).

## Семья
Жена — Ольга Николаева (1911—2001), актриса Московского театра имени Ермоловой. Дочь — Елена (1943—2022).

## Звания и награды
- заслуженный деятель искусств РСФСР (1974)
- народный артист РСФСР (1989)

## Фильмография

### Актёр
- 1956 — Две жизни (Сёстры) — гость (нет в титрах)
- 1968 — Золотой телёнок — Скумбриевич
- 1969 — Гори, гори, моя звезда — белый офицер
- 1970 — Бег — генерал Крапчиков
- 1975 — Мой дом — театр — Алексей Николаевич Верстовский
- 1977 — Возвращение сына — Степаныч
- 1989 — Утоли мои печали
- 1991 — Номер «люкс» для генерала с девочкой — Константин «Котя» «Партизан» Бристоль, карточный шулер
- 1993 — Падение — Акимов
- 1995 — Приют комедиантов — Клим Ефремович

### Режиссёр
- 1956 — Две жизни (Сёстры)
- 1958 — Трое вышли из леса
- 1959 — Солнце светит всем
- 1960 — Время летних отпусков
- 1962 — Молодо-зелено
- 1964 — Женитьба Бальзаминова
- 1967 — Дядюшкин сон
- 1970 — Чудный характер
- 1973 — Дача
- 1977 — Рудин
- 1987 — Ссуда на брак
- 1990 — Шапка

### Сценарист
- 1962 — Молодо-зелено
- 1964 — Женитьба Бальзаминова
- 1967 — Дядюшкин сон (совместно с Л. Вильвовской)
- 1973 — Дача
- 1977 — Рудин (совместно с Николаем Фигуровским)
- 1990 — Шапка